# IntServ
IntServ (Integrated Services) ist ein feingranulares Quality of Service (QoS)-Verfahren zur Priorisierung von IP-Datenpaketen durch einen Netzwerk-Scheduler. Im Gegensatz zum DiffServ-Verfahren werden die Ressourcen für einzelne Verbindungen und nicht für Verkehrsklassen angefordert.
Als Protokoll für den Aufbau der Ressourcenreservierung wird das Resource Reservation Protocol (RSVP) verwendet. Ein Router kann über seine verfügbaren Kapazitäten Buch führen und auf eine Anfrage nach QoS-Zusicherung mit einer positiven oder negativen Antwort reagieren. Im Falle einer positiven Antwort garantiert der Router eine Einhaltung der geforderten Merkmale für die gesamte Sitzungsdauer. Einmal gemachte Zusicherungen dürfen nicht beschnitten werden. Um die Priorisierung zu realisieren, werden in jedem Netzwerkelement mittels eines Verkehrsvertrages mit festen Parametern Ressourcen reserviert. Daher muss jeder Knoten im beteiligten Netzwerk (Router, Switches usw.) nach dem IntServ-Verfahren vorgehen und alle zur Verfügung stehenden Ressourcen müssen darüber verwaltet werden.  IntServ stellt bestimmte Voraussetzungen an das Netzwerk wie die maximale Paketverzögerung, Bandbreite und Ressourcenreservierung. Die Zugriffsverwaltung geschieht dann entsprechend den von den Anwendungen gestellten Anforderungen und zur Verfügung stehenden Ressourcen. Die Spezifikationen werden mittels TSPEC (Traffic Descriptor) und RSPEC (Reservation Characteristics) im TOS-Feld (Type of Service) des IP-Header (IPv4) signalisiert bzw. ausgetauscht. IntServ garantiert die QoS-Eigenschaften nur so lange, wie die Anwendungen die Daten entsprechend den zuvor ausgetauschten Spezifikationen versenden.
Das Intserv-Verfahren kennt zwei grundlegende Dienstklassen:
- Guaranteed QoS (zugesicherte Dienstqualität) bietet eine zugesicherte Übertragungsrate und eine quantitative Aussage über die maximale Verzögerung durch Warteschlangen im Netzwerk. Weiterhin wird zugesichert, dass keine Pakete durch zu volle Warteschlangen verloren gehen.
- Controlled Load macht lediglich die Versprechung, dass ein sehr großer Teil der ankommenden Pakete vom Router nicht verworfen wird und dass die Verzögerung durch die Warteschlange gegen Null geht. Es werden allerdings keine genauen Zusagen in Zahlen ausgedrückt.